# Calyptra nyei
Calyptra nyei là một loài bướm đêm thuộc họ Noctuidae, được tìm thấy ở Ấn Độ.